# John Nyman
John Nyman (Sundsvall, Suecia, 25 de abril de 1908-ídem, 19 de octubre de 1977) fue un deportista sueco especialista en lucha grecorromana deporte con el que llegó a ser subcampeón olímpico en Berlín 1936.

## Carrera deportiva
En los Juegos Olímpicos de 1936 celebrados en Berlín ganó la medalla de plata en lucha grecorromana estilo peso pesado, tras el luchador estonio Kristjan Palusalu (oro) y por delante del alemán Kurt Hornfischer (bronce).